# Spilosoma lugubris
Spilosoma lugubris là một loài bướm đêm thuộc phân họ Arctiinae, họ Erebidae.